# Памірський ботанічний сад
Памірський (хорогський) ботанічний сад імені О. Гурського знаходиться у 4 км на схід від міста Хорог (Таджикистан), він має друге місце у світі за висотою над рівнем моря (висота 2320 метрів). Сад закладено у 1940 році, його колекція налічує більше 3000 видів.

## Розташування
Сад розташований за 5-6 кілометрів від центру міста Хорог Горно-Бадахшанської автономної області Таджикистану в ущелині Шахдара. Він розташований на висоті 2320 метрів над рівнем моря на старовинній річній терасі у місці злиття річок Гунт та Шахдара.   Між Ботаняний сад знаходиться  лише 200 метрів вще міста Хорог, але цього достатньо для того, щоб фрукти та овочі дозрівали на тиждень пізніше, ніж ті ж види, що вирощуються нижче в Хорозі.

## Клімат
Клімат посушливий, різко континентальний, кількість атмосферних опадів коливається в межах 200—300 мм. Середньорічна температура складає +8,7°, у січні −7, 9°, у червні +24°. Безморозний період триває 130 днів.  . Перепад висот в саду коливається від 2100 до 3500 метрів над рівнем моря. Мікроклімат у різних частинах парку суттєво відрізняється: на півночі прохолодніше, тоді як південні ділянки характеризуються більш посушливими умовами. Відповідно до цих природних умов висаджено й рослинність: наприклад, види, які в природі зростають у північних регіонах, тут також розміщені у північній частині саду. Таке розмаїття умов дозволяє вивчати рослини в широкому діапазоні висот (2100–3500 метрів), створюючи   середовище для вертикального профілювання та порівняльних досліджень росту рослин на різних висотах. Територія парку поділена на окремі ділянки, де представлена флора Середньої та Східної Азії, Європи, Криму, Кавказу, Північної Америки, Гімалаїв і Гіндукушу. 

## Флора
Рослинний фонд саду складає 4 тисячі видів і різновидів, які представленні в ботанічній колекції й аборигенній флорі заповідної території. У колекціях є близько 3 тисяч видів, форм і сортів дерев та трав.

## Історія
У 1934 році у верхів'ях Шах-Дари на висоті 3500 метрів була створена біологічна станція. Ботанічний сад закладено у 1940 році. Одним з його засновників був професор Анатолій Гурський, який разом з групою вчених протягом 26 років створював тут природну лабораторію для вивчення життя рослин у високогір'ї.  Всього О. В. Гурський перевірив 20 тисяч рослин. У 1970 саду передали понад 500 га гірських схилів, кам'янистих осипів, селевих конусів виносу. Зараз Памірський ботанічний сад має площу 624 га, понад 100 з них зрошуються.

### Музей
У саду працює музей «Природа Паміру» в якому представлено 800 експонатів, які характеризують природні умови ГБАО, основних представників її фауни та флори. Експонати музею розповідають про засновника ботанічного саду О. В. Гурського який приїхав на Памір у 1940 році.Ботанічний сад став не тільки колекцією рослин, але й науковою лабораторією звідки випробувані саджанці передавались селянам.

## Колекція
У ботанічному саду ростуть тянь-шанська ялина, яка успішно акліматизувалась у садах після того, як її привезли з рідного середовища існування – долини Нура Алайської долини, тянь-шанська горобина, арча, жимолость, яка зазвичай зустрічаються в центральноазіатських ялицевих лісах,  береза памірська -  велике дерево з яскраво-червоною корою, яке росте вздовж берегів річок на Памірі на висоті до 3600 метрів. У саду також представлена  колекція ялівцю, зокрема місцевого шугнонського ялівцю, відомого своєю посухостійкістю та декоративністю.
Важливе місце в Памірському ботанічному саду займає відділ Східної Азії. Із загального числа видів деревних і чагарникових 35 % припадає на частку східноазіатськиій флори. У відділі Східної Азії успішно акліматизовано більше 500 видів дерев і чагарників. За своїм походженням вони, в основному, з Китаю, Японії, Маньчжурії, Далекого Сходу і Сибіру. До відділу флори Східної Азії примикає відділ флори Європи, Кавказу і Криму.
У північній частині саду розташований відділ рослин з Північної Америки, а на південно-східному схилі — відділ флори Гімалаїв і Гіндукушу.
Також у  північній частині території розташований плодовий сад, де понад 60% становлять місцеві сорти плодів. Деякі з представлених тут сортів дерев були на межі зникнення. Ці сорти стали об’єктом культивування й дослідження з метою вдосконалення методів розмноження плодових дерев в умовах високогір’я.
У північно-західній частині саду розміщений декоративний парк. Він є зразком декоративно-паркового мистецтва в гірських умовах, моделлю освоєння гірських схилів під лісосади. 
На базі колекції дикорослих трав'янистих рослин в 1979 році розпочато створення колекції лікарських рослин, в якій нині налічується більше 50 видів. 
Ведеться робота з вивчення рідкісних і зникаючих рослин флори ГБАО. З цією метоюв 1978 році організовано розплідник, в якому з різних місць Паміру зібрано близько 30 видів рідкісних і зникаючих рослин.

## Практичне значення
В саду проводять дослідження ендемічних плодових та декоративних рослин, овочів Бадахшану, а також експериментують з акліматизації іноземних рослин. В розсадниках садів було випробувано понад 30 000 сортів рослин. Сади також відіграють важливу роль у міжнародному обміні насінням рослин, співпрацюючи з понад 170 партнерами з колишніх радянських республік та 200 партнерами з 40 країн світу. Ця заповідна зона слугує важливим місцем для екологічних досліджень, що зосереджуються на динаміці рослинних угруповань (фітоценозів) та середовищ існування тварин (зооценозів), а також на збереженні  унікальних видів рослин.

## Заповідник
Заповідна територія саду займає понад 50 гектарів. Вона починається від русел річок Гунта і Шахдари (2200 метрів) і тягнеться до вершин Шугнанського хребта (3800 метрів над рівнем моря). Рослинний фонд заповідної території включає понад 800 видів рослин.

## Галерея

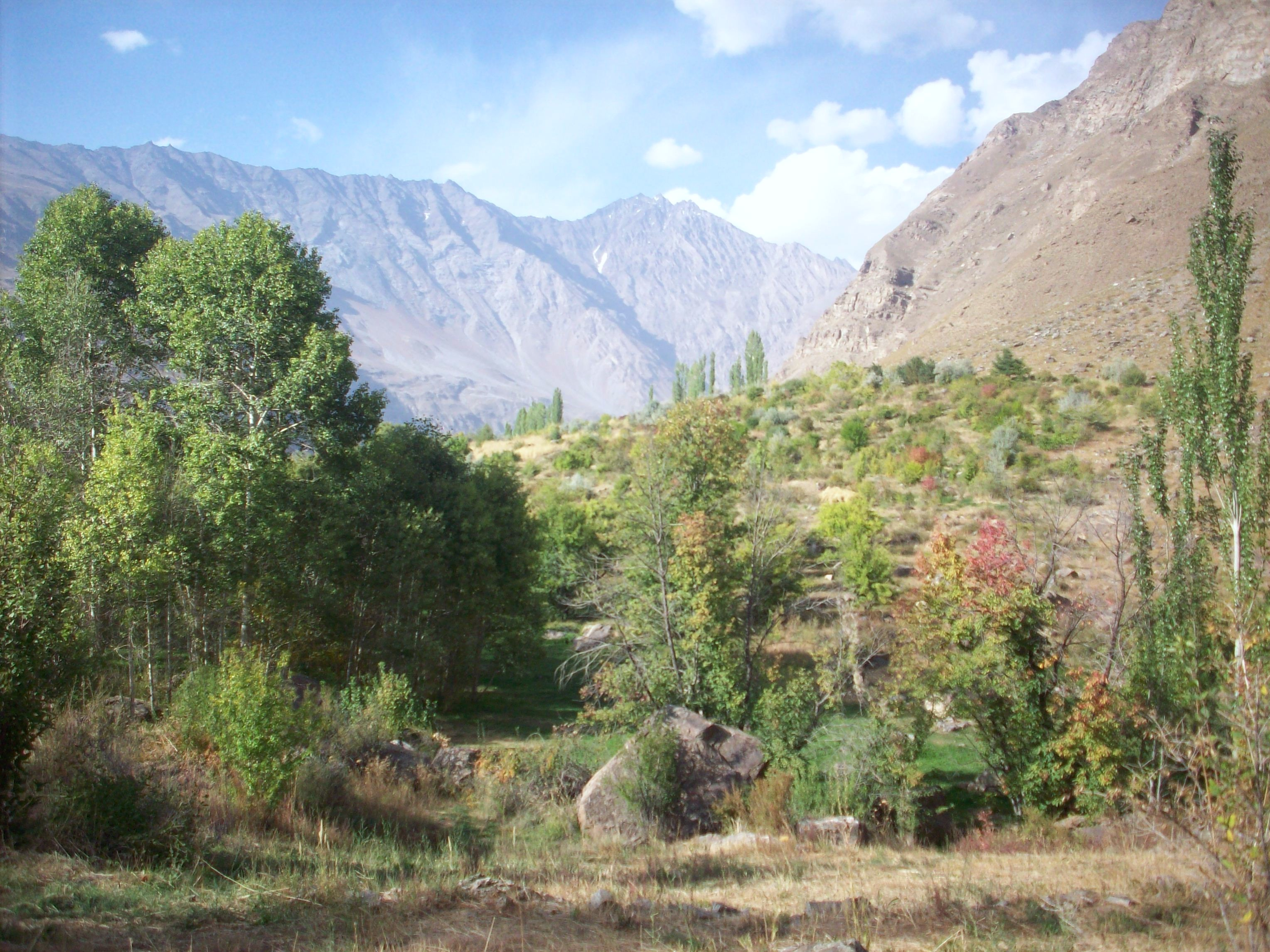
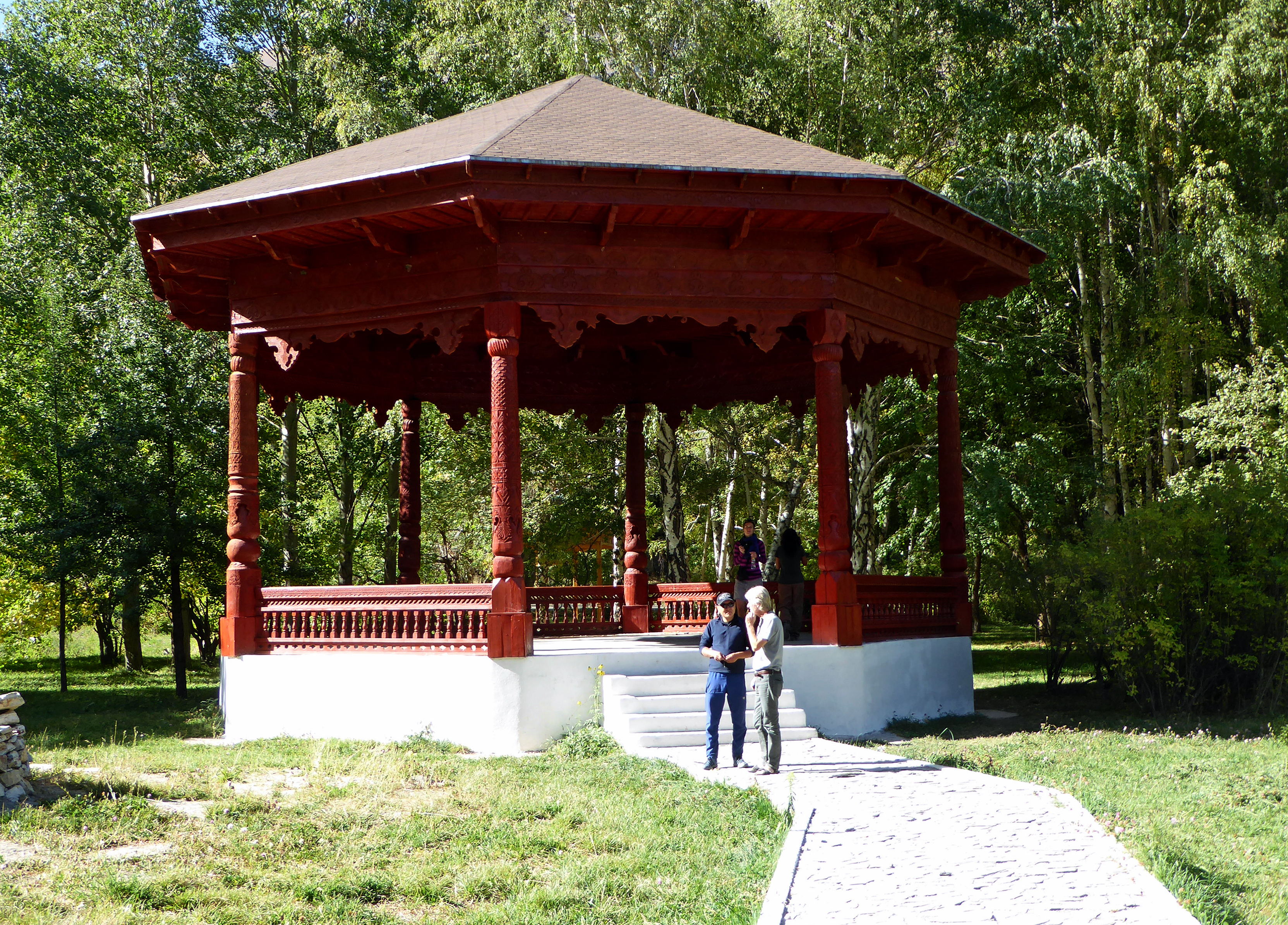
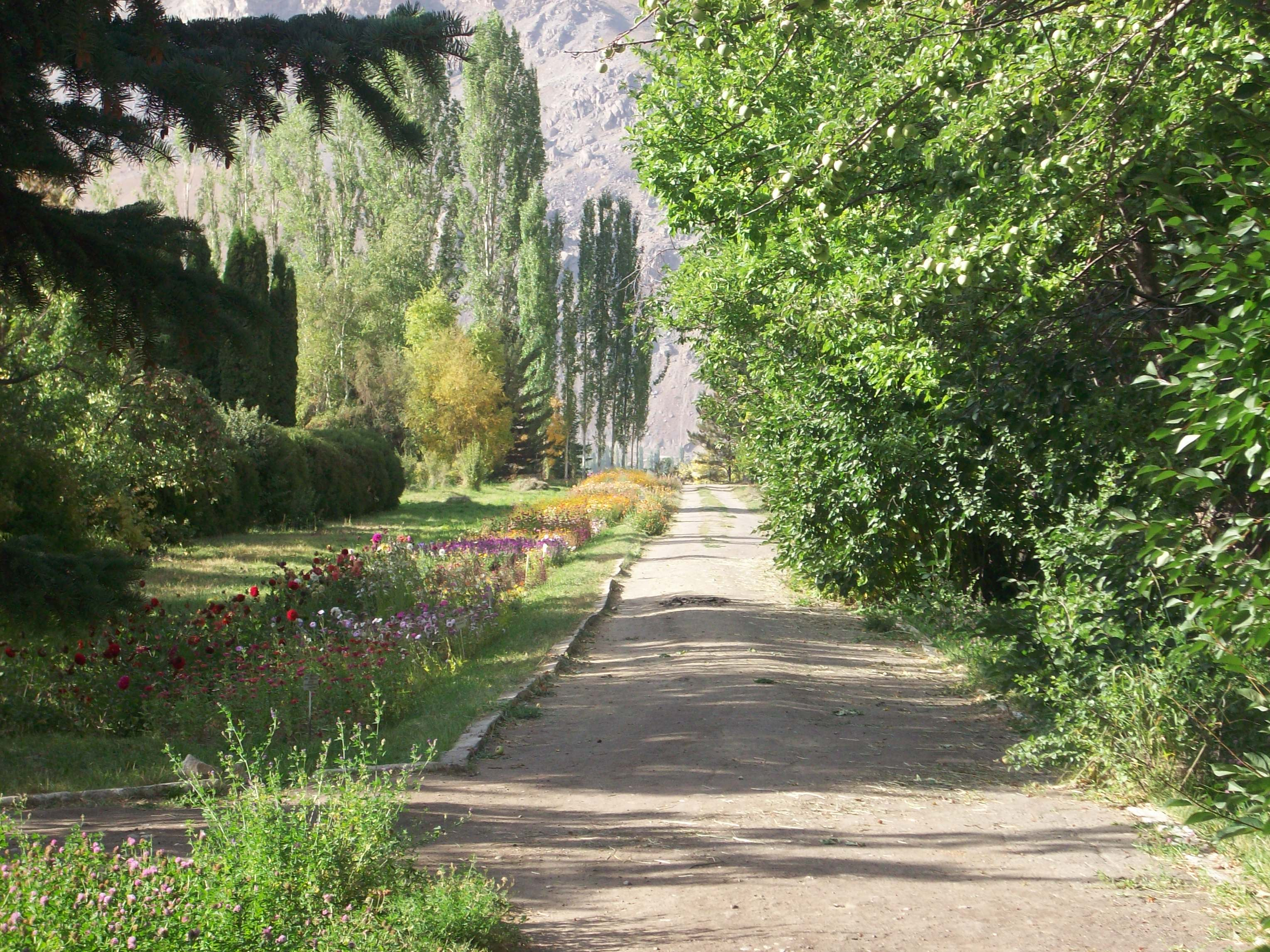
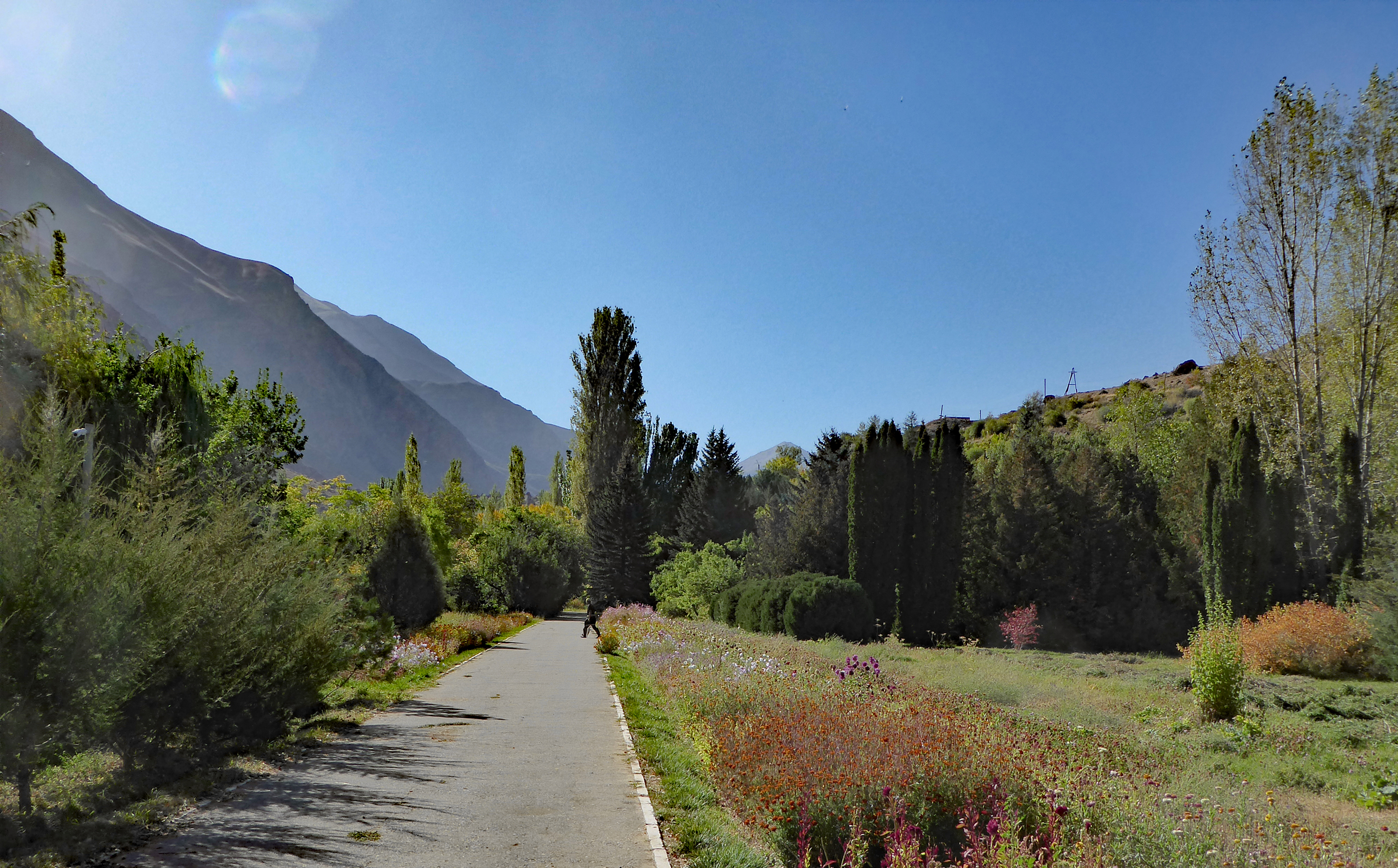
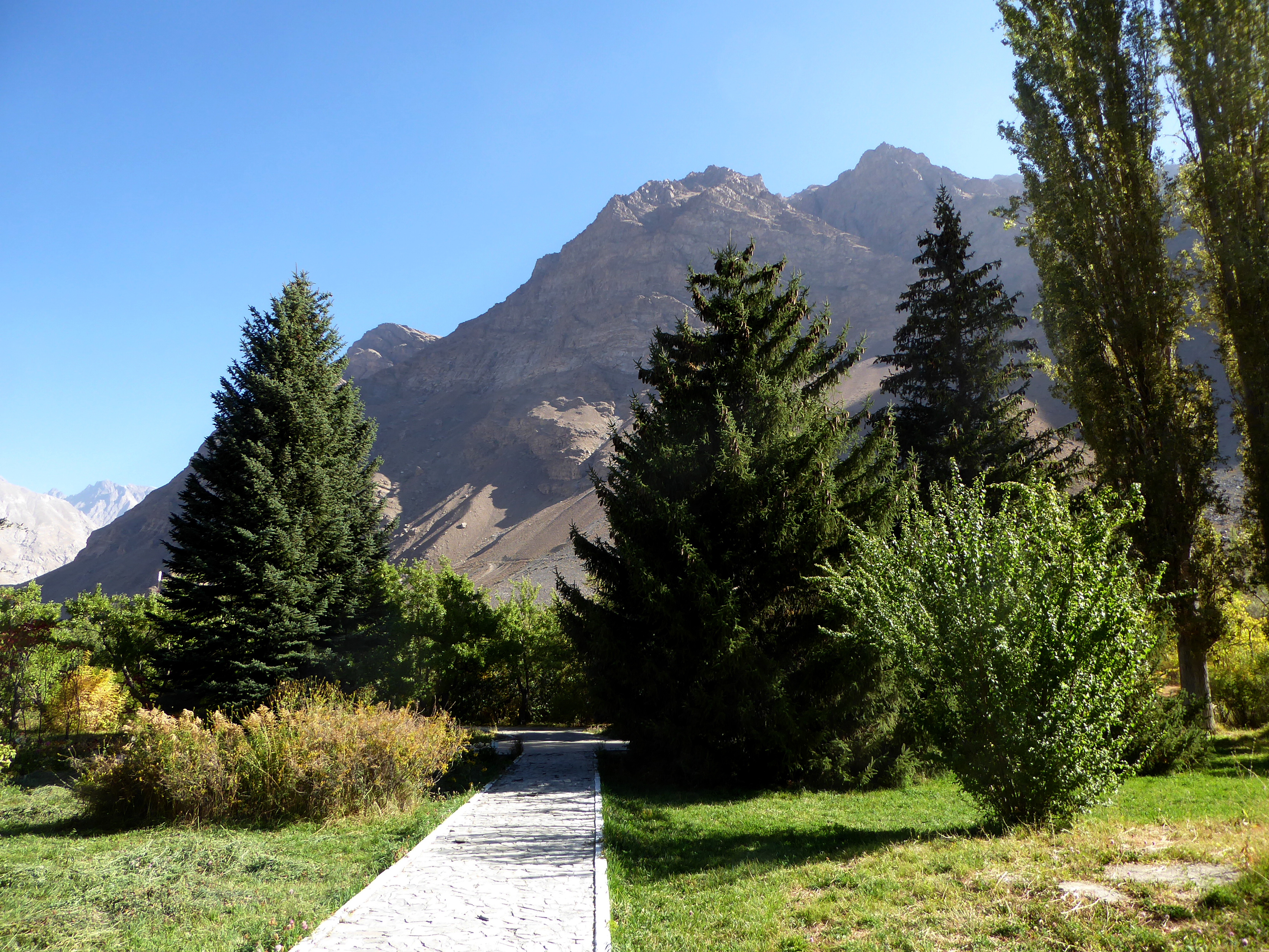
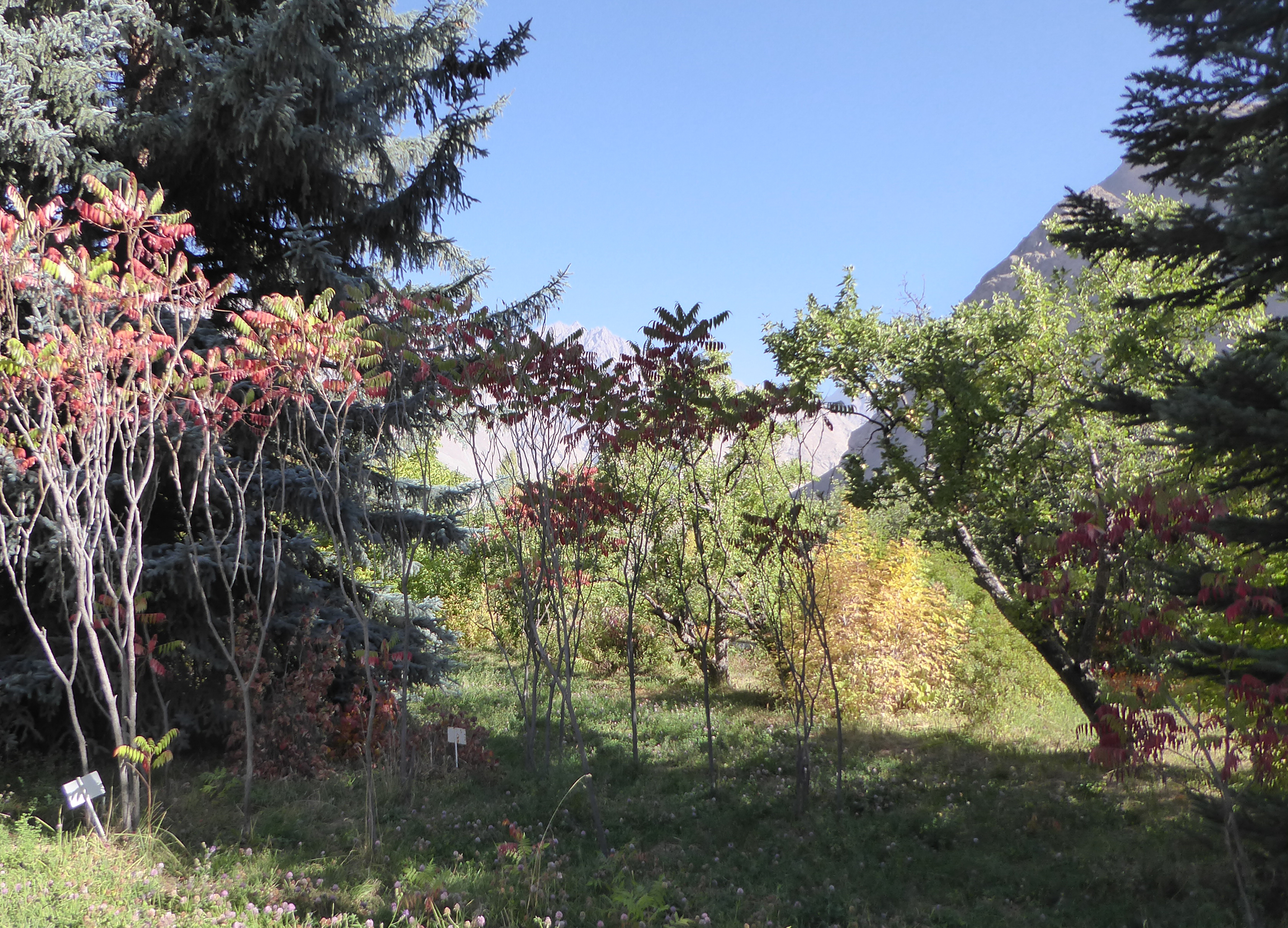